# الحرب الأهلية النيجيرية
الحرب الأهلية النيجيرية تعرف أيضًا بحرب بيافرا، هي نزاع مسلح استمر من 16 يوليو 1967 حتى 13 يناير 1970 في محاولة من ولايات الجنوب الشرقي النيجري للاستقلال عن الدولة الاتحادية في نيجريا وإعلان جمهورية بيافرا. كانت نيجيريا تحت قيادة الجنرال يعقوب جون، بينما كانت بيافرا بقيادة المقدم جيم اودوميجو اوجوكو. مثلت بيافرا التطلعات القومية لمجموعة الإيغبو الإثنية ورأت قيادتها أنها لم تعد قادرة على التعايش مع الحكومة الاتحادية التي تسيطر عليها مصالح مجموعة الهوسا فولاني الإثنية المسلمة شمال نيجيريا. نشأ الصراع نتيجة التوترات الاقتصادية والإثنية والثقافية والدينية التي سبقت إنهاء الاستعمار الرسمي لنيجيريا في بريطانيا خلال الفترة منذ عام 1960 حتى 1963. أما الأسباب المباشرة للحرب في عام 1966 فقد شملت العنف الإثني الديني والمذابح المناهضة لشعب الإيغبو شمال نيجيريا، وحدوث انقلاب عسكري، وانقلاب مضاد واضطهاد الإيغبو القاطنين في شمال نيجيريا. وقد لعبت السيطرة على إنتاج النفط المربح في دلتا النيجر دورًا استراتيجيًا حيويًا.
في غضون سنة، حاصرت قوات الحكومة الاتحادية بيافرا، واستولت على منشآت النفط الساحلية ومدينة بورت هاركورت. فُرض حصار اقتصادي كسياسة متعمدة خلال الجمود اللاحق والذي بدوره أدى إلى المجاعة الجماعية. خلال أول سنتين ونصف من الحرب، بلغت حصيلة الإصابات العسكرية نحو 100,000 إصابة، في حين توفي ما بين 500,000 ومليوني مدني في بيافرا جوعًا.
في منتصف عام 1968، أغرقت صور أطفال بيافرا الجياع والمصابين بسوء التغذية وسائل الإعلام في البلدان الغربية. وأصبحت محنة جياع بيافرا قضية رأي عام في الدول الأجنبية، الأمر الذي حقق ارتفاعًا ملحوظًا بتمويل المنظمات غير الحكومية الدولية (إن جي أو) وبروزها بشكل كبير. كانت المملكة المتحدة والاتحاد السوفيتي الداعمين الرئيسيين للحكومة النيجيرية، بينما دعمت فرنسا وإسرائيل وبعض البلدان الأخرى بيافرا.

## خلفية

### التفرقة الإثنية
يمكن ربط هذه الحرب الأهلية بالاندماج الاستعماري عام 1914 بين محمية نيجيريا الشمالية، ومستعمرة لاغوس، ومحمية نيجيريا الجنوبية (أعيدت تسميتها فيما بعد شرق نيجيريا). كان الهدف وراء هذا الاندماج تحقيق إدارة محسنة نظرًا للقرب الشديد بين المحميات. بيد أن التغيير لم يأخذ بعين الاعتبار الاختلافات الثقافية للشعوب ودياناتها في المجالات المختلفة. وأدى التنافس على السلطة السياسية والاقتصادية إلى تفاقم التوترات.
نالت نيجيريا استقلالها عن المملكة المتحدة عام 1960، بعدد سكان 60 مليون نسمة ضامةً أكثر من 300 مجموعة إثنية وثقافية مختلفة. عندما أُنشئت مستعمرة نيجيريا، تمثلت أكبر ثلاث مجموعات إثنية بالإيغبو، الذين شكّلوا نحو 60-70% من السكان في الجنوب الشرقي، والهوسا فولاني في خلافة صكتو الذين شكلوا نحو 67% من السكان في الجزء الشمالي من الإقليم، وشعب يوروبا الذي شكل 75% من السكان في الجزء الجنوبي الغربي. رغم أن لهذه الجماعات موطنها الخاص، فقد تشتت الشعب بحلول الستينيات في جميع أنحاء نيجيريا مع تمثيل المجموعات الإثنية الثلاثة تمثيلًا كبيرًا في المدن الكبرى. عندما اندلعت الحرب في عام 1967، كان مايزال هناك 5000 فرد من الإيغبو في لاغوس.
خضعت جماعة هوسا فولاني شبه الإقطاعية والمسلمة في الشمال تقليديًا لحكم تسلسل هرمي إسلامي محافظ يتألف من أمراء يدينون بدورهم بالولاء لسلطان أعلى. واعتُبر هذا السلطان مصدرًا لكل السلطة السياسية والسلطة الدينية.
تألف أيضًا نظام يوروبا السياسي في الجنوب الغربي، كنظام هوسا-فولاني، من سلسلة من الملوك أو الأوبا. بيد أن ملوك يوروبا كانوا أقل أوتوقراطية من نظرائهم في الشمال. سمح نظام يوروبا السياسي والاجتماعي بقدر أكبر من الحراك التصاعدي على أساس الثروة المكتسبة بدلا من الملكية الموروثة.
وعلى النقيض من المجموعتين الأخريين، عاش الإيغبو والمجموعات الإثنية في دلتا النيجر في الجنوب الشرقي في معظم الأحيان ضمن مجتمعات مستقلة ذاتيًا ومنظمة ديمقراطيًا رغم وجود إزي أو ملك في العديد من المدن القديمة كمملكة نري. سيطرت المملكة في أوجها على أغلب أراضي الإيغبو، بما في ذلك النفوذ على أراضي شعب أنيوما، ومدينة أروتشوكو (التي تحكمت بعبودية الإيغبو) ومدينة أونيتشا. خلافًا للمنطقتين الأخريين، اتُخذت القرارات داخل مجتمعات الإيغبو من قِبل جمعية عامة يشارك فيها الرجال والنساء على حد سواء.
عكست المناهج والهياكل السياسية المختلفة وأنتجت أعرافًا وقيمًا متشعبة. إن عوام الهوسا-فولاني الذين لا يتفاعلون مع النظام السياسي إلا من خلال رئيس قرية يعينه الأمير أو أحد مرؤوسيه لم يروا القادة السياسيين باعتبارهم مؤهلين للسلطة أو إحالة القرارات السياسية إليهم. وكما هو الحال مع العديد من النظم الدينية السلطوية والسياسية الأخرى، مُنحت مناصب قيادية للأشخاص الراغبين في الخضوع والولاء للرؤساء. تمثلت إحدى الوظائف الرئيسية لهذا النظام السياسي ضمن هذا السياق بصون القيم المحافظة، ما جعل العديد من الهوسا-فولاني ينظرون إلى الابتكارات الاقتصادية والاجتماعية على أنها تخريبية أو تدنيسية.
على النقيض من الهوسا-فولاني، كثيرًا ما شارك الإيغبو وغيرهم من البيافريين مباشرة في القرارات المؤثرة على حياتهم. تمتعوا  بوعي حيوي بالنظام السياسي واعتبروه أداة لتحقيق أهدافهم الشخصية. أما المكانة فقد اكتُسبت من خلال القدرة على التحكيم في المنازعات التي قد تنشأ في القرية، وعبر كسب الثروة بدلاً من وراثتها. كان شعب الإيغبو ضحية لتجارة الرقيق في المحيط الأطلسي؛ وفي عام 1790، أفيد بأنه من بين كل 20 ألف شخص بيعوا سنويًا من مملكة بوني، كان 16 ألف منهم من الإيغبو.
جرى تكريس هذه الاختلافات المستمدة من التقاليد، ولربما عززتها الحكومة الاستعمارية في نيجيريا. في الشمال، وجدت الحكومة الاستعمارية أنه من الملائم لها أن تحكم بشكل غير مباشر من خلال الأمراء، وبالتالي إدامة النظام السياسي السلطوي للسكان الأصليين بدلًا من تغييره. استُبعد المبشرين المسيحيين من الشمال، وبالتالي بقيت المنطقة مغلقة تقريبًا أمام النفوذ الثقافي الأوروبي. وعلى النقيض من ذلك فإن أغنى أفراد الإيغبو كثيرًا ما كانوا يرسلون أبناءهم إلى الجامعات البريطانية ويفكرون في إعدادهم للعمل مع البريطانيين. وخلال السنوات التالية، حافظت الإمارات الشمالية على مؤسساتها السياسية والدينية التقليدية مع تعزيز هيكلها الاجتماعي. في وقت الاستقلال في عام 1960، كان الشمال المنطقة الأكثر تخلفًا في نيجيريا دون منازع. فقد بلغ معدل الإلمام بالقراءة والكتابة باللغة الإنجليزية 2%، مقارنة بنسبة 19.2% في شرق نيجيريا (كان معدل الإلمام بالقراءة والكتابة بلغة العجمي أعلى بكثير (اللغات المحلية بالأبجدية العربية) والتي تم تعلمها لارتباطها بالتعليم الديني). تمتع غرب نيجيريا أيضًا بمستوى أعلى بكثير من الإلمام بالقراءة والكتابة، لأنه كان أول جزء من البلد يتصل بالتعليم الغربي، وأنشأ برنامجًا للتعليم الابتدائي المجاني في إطار حكومة المنطقة الغربية قبل الاستقلال.
وفي الغرب، سارع المبشرون إلى إدخال أشكال التعليم الغربية. ونتيجة لذلك، كانت جماعة يوروبا الأولى في نيجيريا لتعتمد المعايير الاجتماعية البيروقراطية الغربية. وشكلوا الطبقات الأولى من الموظفين المدنيين والأطباء والمحامين وغيرهم من الفنيين والمهنيين الأفارقة.
أُدخل المبشرون في وقت لاحق إلى المناطق الشرقية لأن البريطانيين واجهوا صعوبة في فرض السيطرة الصارمة على المناطق ذات الحكم الذاتي العالي. وقد دفع الضغط السكاني مقترنًا بالتطلعات إلى الأجور النقدية بآلاف الإيغبو إلى الانتقال من موطنهم نحو أجزاء أخرى من نيجيريا بحثًا عن العمل. وبحلول الستينيات، كانت ثقافة الإيغبو السياسية أكثر توحدًا وكانت المنطقة أكثر ازدهارًا نسبيًا، إذ كان التجار والنخب الملمين بالقراءة والكتابة نشطين ليس فقط في شرق إيغبو تقليديًا، إنما في جميع أنحاء نيجيريا. بحلول عام 1966، كانت الاختلافات الإثنية والدينية بين الشماليين والإيغبو قد اقترنت بتصنيفات طبقية إضافية بمقتضى التعليم والطبقة الاقتصادية.

## أسباب الحرب
الصراع هو نتيجة التوترات الاقتصادية والعرقية والثقافيه والدينية بين مختلف الشعوب الموجودة في نيجيريا. حيث ان الدولة النيجرية مصطنعة بنتها القوى الاوربية الاستعمارية الكبرى دون مراعاة لحساب الاختلافات الدينية، واللغويه، والخلافات العرقية. شأنها شأن العديد من الدول الأفريقية الحديثة كانت نيجيريا، والتي حازت على استقلالها من بريطانيا في عام 1960، يبلغ عدد سكانها 60 مليون نسمة وتتألف من حوالي 300 مجموعة مختلفة العرقيات والثقافات
يتشكل المجتمع النيجري من قبائل الهوسا في النصف الشمالي الذي تدين غالبيته بالإسلام وقبائل اليوروبا التي تسكن المناطق الجنوبية نصف المسيحية نصف المسلمة وقبائل الاايبو في المناطق الجنوبية الشرقية المسيحية وكانت هذه الاختلافات السبب الرئيسي لاندلاع الحرب

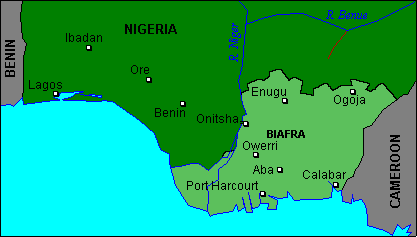
خريطة بيافرا

## البداية
تبدأ الحرب عقب اعلان الكولونيل اوجوكوو الحاكم العسكري للإقليم الشرقي استقلال الإقليم وتأسيس دولة بيافرا في 30 مايو 1967.كانت حكومة الإقليم ترى ان التطورات السياسية الحادة في البلاد وسيطرة أبناء الإقليم الشمالي على الحكم تعتبر تراجعا عن الطابع الاتحادي للدولة. وقد بدأت تهديدات حكام الإقليم الشرقي بالاستقلال في مارس 1967 عقب إصدار مراسيم مالية خاصة بجمع الإيرادات لحكومة الشرق فقط ووقف توريد لاموال للحكومة الاتحادية وفيما عدا رسوم البترول.
و قد اتبع ذلك رد المجلس العسكري الحاكم للبلاد بقرار بتقسيم الإقليم الشرقي ل3 أقاليم منفصلة. ورد الإقليم الشرقي بالاستيلاء على بقية المباني والادارات التابعة للحكومة الاتحادية وقرار يقضى بان شركات البترول عليها ان تدفع الرسوم المقررة إلى حكومة الشرق وبدأت ان البلاد على حافة الحرب الاهلية.
و اتخذت الجمعية الاستشارية لإقليم الشرق قرارا يقضي بالانفصال عن الدولة الاتحادية وهو قرار كان يعتبر تكريسا لحالة الانفصال التي كانت قد أصبحت واقعا
تلا ذلك محاولات عديدة للسلام ابرزها جرى في غانا ولكن رفض الكولونيل اوجوكوو لمبدأ الفيدرالية وتفضيله لمبدأ الكونفيدرالية جعل الحرب امرا واقعا بعد انهيار كل محادثات السلام

## الاستعداد للحرب
ردا على هذة التطورات قام الحاكم العسكري النيجري الكولونيل يعقوب جون باعلان حالة الطوارئ في البلاد والغاء المجلس العسكري الحاكم وتولى رئاسة الحكومة العسكرية ومنصب القائد الأعلى للقوات المسلحة

## الحرب
بدأت الحرب عقب انهيار محادثات السلام بهجوم شنته القوات الاتحادية على الإقليم المنشق من الشمال والشرق باتجاه مدينة انيوجو. وقام الاسطول الفيدرالي بحصار الجنوب. ردت حركة بيافرا على الهجوم بتوسيع القتال إلى خارج حدود الإقليم من اجل تحقيق هدفها «التحرير الكامل لكل نيجريا». فقامت بحركة معاكسة فعبرت نهر النيجر واستولت على إقليم الغرب الأوسط وسيطرت على عاصمته وأهم مدنه في الفترة من 8 أغسطس حتى 20 سبتمبر 1967 وغزت باقى مناطق الغرب الأوسط حتى تمنع الحكومة الاتحادية من استغلال اراضيه من اجل الهجوم عليها ومن اجل محاولة كسب تعاطف قبائل الايبو وبناء علاقة تحالف مع قبائل الإقليم الغربي ضد الإقليم الشمالي المسيطر على الحكومة. ولكن تطوارات الحرب كانت في صالح الحكومة الاتحادية فقد سيطر الجيش على مدينة انيوجو العاصمة في أكتوبر 1967. وتقدمت إلى الجبهات الجنوبية واستولت على دلتا نهر النيجر. ونقلت العاصمة إلى أومياها التي استولى عليها الجيش لاحقا في مايو 1968 هي ومجموعة من المدن الهامة بعد أن حصر الجيش الانفصاليون في دوائر عسكرية متتالية واستمر القتال حتى حصر الانفصاليون في مناطق ضيقة إلى ان تم الاستيلاء على العاصمة الثالثة اوبري ومطار اولي في يناير 1970 وتم تصفية التمرد.

## المشاركة الدولية

### بريطانيا
خططت بريطانيا للحفاظ على وتوسيع إمداداتها من النفط عالي الجودة الرخيص من نيجيريا. وأعطت أولوية قصوى للحفاظ على عمليات استخراج النفط وتكريره. اندلعت الحرب قبل أسبوع فقط من حرب الأيام الستة في الشرق الأوسط التي أدت إلى إغلاق قناة السويس؛ مما أجبر ناقلات النفط من الشرق الأوسط على استخدام الطريق الطويل حول رأس الرجاء الصالح. رفع ذلك من سعر النفط الشرقي. وازداد اهتمام بريطانيا بالنفط النيجيري؛ فقد كان النفط النيجيري أرخص من نفط الخليج العربي. في البداية، عندما لم يتضح أي من الجانبَين هو الذي سينتصر، اتبعت بريطانيا نهج «الانتظار والترقب» قبل اتخاذ قرار حاسم بشأن نيجيريا. كان لدى نيجيريا أسطول من 6 سفن فقط، وكان أكبرها فرقاطة؛ وقوة جوية من 76 طائرة، لم تكن أي منها مقاتلة أو قاذفة قنابل. إضافة إلى جيش من 7000 رجل بدون دبابات ونقص في الضباط ذوي الخبرة القيادية. على الرغم من أن بيافرا كانت ضعيفة بالمثل، بدا الجانبان متكافئين بشكل متساوٍ في بداية الحرب، ولم يكن النصر النيجيري بأي حال من الأحوال أمرًا مُقدرًا.
دعمت بريطانيا الحكومة الفيدرالية، ولكن عندما اندلعت الحرب، حذرتهم من إلحاق الضرر بالمنشآت النفطية البريطانية في الشرق. سيطرت هذه المصانع النفطية (التي تخضع لسيطرة شركة رويال داتش شل-بي بي المملوكة بشكل مشترك لشركة شل وشركة بريتش بتروليوم) على 84% من إجمالي 580 ألف برميل يوميًا في نيجيريا. جاء ثلثا هذا النفط من المنطقة الشرقية، وجاء الثلث الآخر من منطقة الغرب الأوسط المنشأة حديثًا. انتهى المطاف بخمسَي النفط النيجيري في بريطانيا. في عام 1967، جاء 30% من النفط المستورد إلى بريطانيا من نيجيريا.
لذلك نظرت شركة رويال داتش شل-بي بي بعناية في طلب الحكومة الفيدرالية برفض دفع الإتاوات التي تطالب بها بيافرا. نصح محاموها بأن الدفع إلى بيافرا سيكون مناسبًا إذا حافظت هذه الحكومة على القانون والنظام في المنطقة. نصحت الحكومة البريطانية أن دفع الشركة لبيافرا قد يقوض حسن نية الحكومة الفيدرالية. دفعت الشركة المبلغ، وفرضت الحكومة حظراً على صادرات النفط. أجبرت الشركة والحكومة البريطانية على اختيار جانب ما، وقرروا الوقوف بجانب الحكومة الفيدرالية في لاغوس، فقد اعتقدوا أن هذا الجانب ذو احتمالات أكبر بالفوز في الحرب. كتب المفوض السامي البريطاني إلى وزير الدولة لشؤون الكومنولث في 27 يوليو 1967:
«أوجوكو، حتى المنتصر، لن يكون في وضع قوي. سيحتاج إلى كل المساعدة الدولية والتقدير الذي يمكنه الحصول عليه. ستكون الحكومة الفيدرالية في وضع أفضل على الصعيدين الدولي والداخلي. سيستمرون بمعاملة الشركة التي دعمت المتمردين بشكل قاسٍ، وأنا مقتنع تمامًا بأنهم سيعملون على قضيتهم إلى أقصى حد لإلغاء امتيازات الشركة وتأميم منشآتهم. لذلك أختم بإنه إذا غيرت الشركة رأيها وطلبت النصيحة من الحكومة البريطانية، فإن أفضل ما يمكن تقديمه هو أن تغير موقفها بسرعة إلى جانب لاغوس مع دفتر شيكات جاهز.»
أخذت شركة رويال داتش شل-بي بي هذه النصيحة، واستمرت في دعم نيجيريا بهدوء خلال الفترة المتبقية من الحرب، وفي إحدى الحالات قدمت 5.5 مليون جنيه إسترليني لتمويل شراء المزيد من الأسلحة البريطانية.
لم يقرر رئيس الوزراء البريطاني هارولد ويلسون دعم نيجيريا بمساعدة عسكرية حتى استولت القوات الفيدرالية على محطة نفط المحيط في بوني في 25 يوليو عام 1967. بعد الانتصار الفيدرالي في بوني، استدعى ويلسون ديفيد هانت، المفوض السامي البريطاني لنيجيريا، للاجتماع في 10 داونينج ستريت في أوائل أغسطس 1967 لتقييم الوضع. دفعت وجهة نظر هانت بأن القوات الفيدرالية كانت الأفضل تنظيماً وستفوز لأنها قادرة على الاستفادة من عدد أكبر من السكان هارولد ويلسون إلى الوقوف إلى جانب نيجيريا.
خلال الحرب، زودت بريطانيا نيجيريا سرًا بالأسلحة والاستخبارات العسكرية وربما ساعدتها أيضًا في تجنيد المرتزقة. بعد اتخاذ قرار دعم نيجيريا، وجهت بي بي سي تقاريرها لصالح هذا الجانب. تضمنت الإمدادات المقدمة إلى الحكومة العسكرية الفيدرالية سفينتين و60 مركبة.
في بريطانيا، بدأت الحملة الإنسانية حول بيافرا في 12 يونيو 1968، بتغطية إعلامية على قناة آي تي في وذا سن. وسرعان ما انتشرت مراكز جمعيات أوكسفام الخيرية وصندوق إنقاذ الطفولة، مع مبالغ مالية كبيرة تحت تصرفهما.

### فرنسا
قدمت فرنسا أسلحة ومقاتلين مرتزقة ومساعدات أخرى إلى بيافرا وروجت لقضيتها دوليًا، واصفة الوضع بأنه إبادة جماعية. أشار الرئيس شارل ديغول إلى «قضية بيافرا العادلة والنبيلة». ومع ذلك، لم تعترف فرنسا ببيافرا دبلوماسيًا. من خلال بيير لوريس، قدمت فرنسا على ما يبدو طائرتين من طراز B-26 وطائرات هليكوبتر ألويت وطيارين. زودت فرنسا بيافرا بالأسلحة الألمانية والإيطالية التي استولت عليها من الحرب العالمية الثانية، بدون أرقام تسلسلية، وسلمتها بشحنات منتظمة إلى كوت ديفوار. باعت فرنسا أيضًا مركبات بانهارد المدرعة إلى الحكومة الفيدرالية النيجيرية.
يمكن النظر إلى المشاركة الفرنسية في الحرب في سياق استراتيجيتها الجيوسياسية (فغونسافخيك) والمنافسة مع البريطانيين في غرب إفريقيا. مثلت نيجيريا قاعدة النفوذ البريطاني في المنطقة المتحالفة مع فرنسا. استخدمت فرنسا والبرتغال البلدان المجاورة في مجال نفوذهما، وخاصة ساحل العاج في عهد الرئيس فيليكس هوفويت بوانيي بشكل محطات طريق للشحنات إلى بيافرا. إلى حد ما، كررت فرنسا أيضًا سياستها السابقة مع أزمة الكونغو، عندما دعمت انفصال مقاطعة التعدين الجنوبية كاتانغا.
اقتصاديًا، حصلت فرنسا على حوافز من خلال عقود التنقيب عن النفط للشركة الفرنسية العامة المحدودة لأبحاث البترول واستغلاله (SAFRAP)، التي رتبتها على ما يبدو مع شرق نيجيريا قبل انفصالها عن الاتحاد النيجيري. طالبت الشركة بـ 7% من إمدادات النفط النيجيرية. في تقييم لمحلل وكالة المخابرات المركزية في عام 1970: «في الواقع، قدمت فرنسا الدعم إلى حفنة من برجوازية بيافرا مقابل النفط.» اقترح أوجوكو في 10 أغسطس 1967، أن تدخل بيافرا دروس اللغة الفرنسية الإجبارية في المدارس الثانوية والتقنية وتدريب المعلمين، من أجل «الاستفادة من الثقافة الغنية للعالم الناطق بالفرنسية.»
قادت فرنسا الطريق دوليًا للحصول على الدعم السياسي لبيافرا. وأرسلت البرتغال الأسلحة. رتبت الدولتان كل هذه المعاملات من خلال «مركز بيافران للأبحاث التاريخية» في باريس. اعترفت الغابون وكوت ديفوار المتحالفة مع فرنسا ببيافرا في مايو 1968. في 8 مايو 1968، تبرع ديغول بنفسه بمبلغ 30 ألف فرنك لشراء الأدوية لبعثة الصليب الأحمر الفرنسي. أدت الاضطرابات الطلابية العمالية المنتشرة إلى حد ما إلى تحويل انتباه الحكومة بشكل مؤقت فقط. أعلنت الحكومة حظراً على الأسلحة لكنها أبقت على شحنات الأسلحة إلى بيافرا تحت غطاء المساعدات الإنسانية. ضاعفت الحكومة في يوليو جهودها لإشراك الجمهور في مقاربة إنسانية للصراع. ملأت صور أطفال يتضورون جوعًا واتهامات بارتكاب إبادة جماعية الصحف الفرنسية والبرامج التلفزيونية. وسط هذه الحملة الصحفية، في 31 يوليو 1968، أدلى ديغول ببيان رسمي لدعم بيافرا. كتب موريس روبرت، رئيس دائرة التوثيق الخارجية ومقاومة التجسس (SDECE، جهاز المخابرات الخارجية الفرنسية) والعمليات الأفريقية، في عام 2004 إن وكالته زودت الصحافة بتفاصيل عن الحرب وطلبت منهم استخدام كلمة «إبادة جماعية» في تقاريرهم.
أعلنت فرنسا «أسبوع بيافرا» في 11-17 مارس في عام 1969. بعد فترة وجيزة، أوقف ديغول شحنات الأسلحة، ثم استقال في 27 أبريل 1969. أقال الرئيس المؤقت آلان بوهير الجنرال جاك فوكارت، المنسق الرئيسي لسياسة فرنسا تجاه إفريقيا. أعاد جورج بومبيدو توظيف فوكارت واستأنف دعم بيافرا، بما في ذلك التعاون مع المخابرات في جنوب إفريقيا لاستيراد المزيد من الأسلحة.